# Copa Volpi

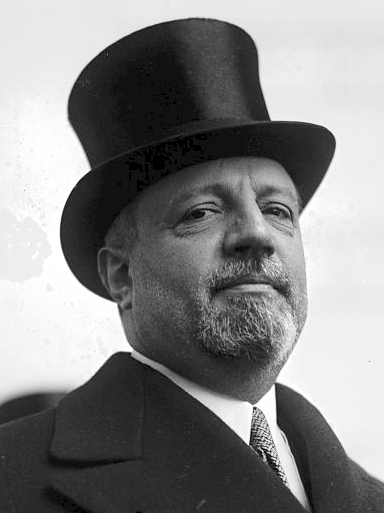
Giuseppe Volpi (1877-1947)

La Copa Volpi (en italià Coppa Volpi) és el nom del premi d'interpretació atorgat anualment a la Mostra de Venècia. S'atorga en dues categories: millor interpretació femenina i millor interpretació masculina.
El nom del guardó ret homenatge al polític i empresari italià Giuseppe Volpi, considerat el pare del festival.

## Les Copes
- Copa Volpi per la millor interpretació masculina
- Copa Volpi per la millor interpretació femenina